# Підгорне (Кугарчинський район)
Підго́рне (рос. Подгорное, башк. Подгорный) — село у складі Кугарчинського району Башкортостану, Росія. Адміністративний центр та єдиний населений пункт Чапаєвської сільської ради.
Населення — 514 осіб (2010; 638 в 2002).
Національний склад:
- росіяни — 70%

## Видатні уродженці
- Жувасін Павло Олексійович — Герой Радянського Союзу.